# Dalió
Dalió (Dalion) fou un escriptor grec de geografia i de botànica, esmentat per Plini el Vell. Va viure vers el segle i aC o potser a finals del segle ii aC.